# Anthony Minghella
Anthony Minghella  (ur. 6 stycznia 1954 w Ryde, Anglia, zm. 18 marca 2008 w Londynie) – brytyjski dramaturg i reżyser filmowy. Zobywca Oscara za film Angielski pacjent (1996).

## Życiorys

### Wczesne lata
Jego rodzice byli Włochami. Studiował na University of Hull w Kingston upon Hull, a w 1981 r. rozpoczął karierę dramaturga piszącego sztuki dla teatru, radia i telewizji. W 1984 londyńscy krytycy teatralni, po zapoznaniu się z trzema sztukami Minghelli – A Little Like Drowning, Love Bites, Two Planks and a Passion – przyznali mu miano najbardziej obiecującego dramaturga roku. W dwa lata później ci sami krytycy uznali jego Made in Bangkok za najlepszą sztukę roku. Radiowa sztuka Minghelli Hang Up zdobyła Prix D’Italia, 1988. Twórcy duży rozgłos w Europie przyniosła telewizyjna trylogia What If It’s Raining? Anthony Minghella miał w swoim dorobku scenariusze do wszystkich krótkometrażowych telewizyjnych filmów z wyróżnionej nagrodą Emmy serii Storyteller, zrealizowanej w studiach Jima Hensona dla NBC. Również dla Hensona i NBC napisał scenariusz do filmu Living with Dinosaurs, który otrzymał nagrodę Emmy w 1990. Minghella pracował jako konsultant artystyczny Jim Henson Productions.

### Kariera
Swój pierwszy kinowy, pełnometrażowy film fabularny Truly, Madly, Deeply zrealizował na podstawie własnego scenariusza w 1991. Jest to historia miłosna, a zarazem opowieść o duchach. Główne role grali Juliet Stevenson i Alan Rickman. Film zdobył liczne nagrody i wyróżnienia, przyznane m.in. przez British Film and Television Academy (BAFTA), Australian Film Institute, Writer’s Guild of Great Britain oraz London Film Critics. W 1993 Anthony Minghella nakręcił drugi film kinowy – Mr Wonderful, z Mary Louise Parker i Mattem Dillonem w rolach głównych.
W 1997 powstał na podstawie książki Michaela Ondaatje film Angielski pacjent, będący historią miłosną rozgrywającą się na tle wojny w Afryce Północnej. Został okrzyknięty największym wydarzeniem roku, otrzymał 9 Oscarów, w tym za najlepszy film roku i dla najlepszego reżysera, i wiele innych nagród filmowych.

### Życie prywatne
Był dwukrotnie żonaty. Jego syn z drugiego małżeństwa z choreografką Carolyn Choa, Max Minghella, został aktorem.

### Choroba i śmierć
Anthony Minghella zmarł 18 marca 2008 na krwotok w Charing Cross Hospital w Londynie, po operacji raka migdałków z poprzedniego tygodnia. Swoje wyrazy uznania dla reżysera przesłali liczni przyjaciele i współpracownicy Minghella, między innymi aktorzy Jude Law, Kevin Spacey, Ralph Fiennes i Gwyneth Paltrow oraz takie osoby, jak premier Gordon Brown, Alan Yentob jeden z dyrektorów BBC, producent Lord Puttnam oraz Sydney Pollack, znajomy reżyser z jego wytwórni filmowej Mirage Enterprises.
W 2009 roku powstał film dedykowany Anthony’emu Minghelli, który nosił tytuł Zakochany Nowy Jork.

## Filmografia

### Reżyseria
- 1991 – Głęboko, prawdziwie, do szaleństwa  (Truly, Madly, Deeply)
- 1993 – Mr Wonderful
- 1996 – Angielski pacjent (The English Patient)
- 1999 – Utalentowany pan Ripley (The Talented Mr. Ripley)
- 2000 – Play
- 2003 – Wzgórze nadziei (Cold Mountain)
- 2006 – Rozstania i powroty (Breaking and Entering)
- 2008 – The Ninth Life of Louis Drax

### Scenariusz
- 1981 – Maybury
- 1987 – 2000 – Sprawy inspektora Morse’a (Inspector Morse)
- 1988 – Bajarz (TV, scenariusz)
- 1989 – Living with Dinosaurs (TV, scenariusz)
- 1991 – Głęboko, prawdziwie, do szaleństwa (Truly Madly Deeply)
- 1996 – Angielski pacjent (The English Patient)
- 1999 – Utalentowany pan Ripley (The Talented Mr. Ripley)
- 2003 – Wzgórze nadziei (Cold Mountain)
- 2004 – Przypadki (Bodies)
- 2006 – Rozstania i powroty (Breaking and Entering)
- 2008 – The Ninth Life of Louis Drax
- 2009 − Dziewięć (Nine)

## Nagrody
- 2004 – Wzgórze nadziei (nominacja) – Złoty Glob, najlepszy reżyser; BAFTA, najlepszy scenariusz – adaptacja; Złoty Glob, najlepszy scenariusz; BAFTA, nagroda im. Aleksandra Kordy za najlepszy brytyjski film roku;
- 2000 – Utalentowany pan Ripley (nominacja) – Oscar, najlepszy scenariusz – adaptacja; Złoty Glob, najlepszy reżyser; BAFTA, najlepszy scenariusz adaptowany; Złoty Niedźwiedź, Berlin;
- 1998 – Angielski pacjent (nominacja) – Czeski Lew, najlepszy film obcojęzyczny; César, najlepszy film obcojęzyczny;
- 1997 – Angielski pacjent (nominacja) – Oscar, najlepszy scenariusz adaptowany; Złoty Glob, najlepszy scenariusz; Złoty Glob, najlepszy reżyser; Złoty Niedźwiedź, Berlin;
- 1997 – Angielski pacjent – Oscar, najlepszy reżyser; BAFTA, najlepszy scenariusz adaptowany; BAFTA, najlepszy film;
- 1992 – Głęboko, prawdziwie, do szaleństwa – BAFTA, najlepszy scenariusz oryginalny;